# Malakand (fort)
Malakand és una població del Pakistan a la Província de la Frontera del Nord-oest, capital del districte de Malakand. La fortalesa es va fundar el 1585 pel general imperial Zain Khan (a les ordres d'Akbar). El 1895 el pas de Malakand fou capturat per forces britàniques de Chitral i en endavant es va fundar la posició militar de Malakand a la fortalesa amb una estació civil seu de l'agència de Dir, Swat i Chitral i de les anomenades Malakand Protected Areas. La fortalesa fou atacada en 1897 revolta paixtu de 1897, i finalment va passar al Pakistan el 1947 i fou capital de l'agència de Malakand i de las Malakand Protected Areas. El 1970 l'agència es va convertir en divisió de Malakand i les Malakand Protected Areas en districte de Malakand, i la fortalesa de Malakand va restar com a capital d'ambdues entitats fins a l'abolició de la divisió el 2000; en endavant només ho va ser del districte; en els següents anys els talibans van començar a guanyar terreny a la zona sota el cap Mullah Fazlullah. El 6 de febrer de 2009 el govern va signar amb els talibans l'acord de Malakand que aturava les operacions militars a la vall del Swat i acceptava la xaria o llei islàmica als districtes de Malakand, Swat, Shangla, Buner, Dir, Chitral i Kohistan. L'acord no va ser respectat i el maig l'exèrcit pakistanès atacava als talibans a la zona i poc després va iniciar una operació militar a gran escala. Centenars de milers de refugiats van haver d'abandonar la zona; els talibans es van amagar a les àrees més inaccessibles i quan l'exèrcit va marxar van retornar.